# Arthur Rackham
Arthur Rackham (Londra, 19 settembre 1867 – Limpsfield, 6 settembre 1939) è stato un illustratore britannico del periodo vittoriano.

## Biografia
Nato a Londra nel quartiere di Lambeth, quarto dei dodici figli di Alfred Thomas Rackham (1829-1912), impiegato presso l'Ammiragliato, e di Anne Stevenson (1833-1920), originaria di Nottingham, Arthur crebbe in una zona molto viva della parte meridionale del centro di Londra, in una casa affacciata sui resti del giardino botanico allestito nel XVII secolo dai due botanici John Tradescant e il suo omonimo figlio: John Tradescant, detto il giovane. Fin da piccolo Arthur mostrò una predilezione per il disegno e per l'acquerello. Dal 1879 al 1883 frequentò la City of London School, dove vinse diversi premi per il disegno, trascorse parte del suo tempo libero al British Museum e al Museo di storia naturale di Londra riproducendo esemplari esposti.
All'età di 16 anni lasciò la scuola a causa della sua salute cagionevole e intraprese un viaggio verso l'Australia con alcuni amici di famiglia: durante la lunga traversata in mare, impegnò il suo tempo quasi esclusivamente disegnando e tornò a Londra carico di studi, schizzi e bozzetti. A 18 anni gli venne quindi concesso di iniziare gli studi alla Lambeth School of Art mentre lavorava come commesso. Mantenne il lavoro dal 1885 al 1892, quando - dopo un anno di lavoro da freelancer - abbandonò il posto e divenne giornalista ed illustratore per il Westminster Budget.
Il suo primo libro di illustrazioni fu pubblicato nel 1893: rimase in attività come illustratore fino alla sua morte, nel 1939, ottenendo straordinaria popolarità. Illustrò non solo libri di fiabe e opere per bambini, tra cui la raccolta di fiabe dei fratelli Grimm (1900), Rip van Winkle (1905), Peter Pan nei Giardini di Kensington (1906) e Alice nel Paese delle Meraviglie (1907), ma anche opere per adulti come Sogno di una notte di mezza estate (1908), Undine (1909), Il Rhinegold e la valchiria (1911) e i racconti di Edgar Allan Poe.
Nel 1903 sposò la pittrice Edyth Starkie, da cui nel 1908 ebbe una figlia, Barbara. Vinse una medaglia d'oro all'esposizione internazionale di Milano del 1906 e un'altra all'esposizione di Barcellona nel 1911. Espose in numerose mostre, la più celebre delle quali si svolse al Louvre nel 1914.
Rackham morì nel 1939 di cancro nella sua casa di Limpsfield.

## Libri illustrati

### Romanzi per ragazzi
- Alice nel Paese delle Meraviglie di Lewis Carroll;
- Peter Pan nei Giardini di Kensington di James Barrie;
- Rip Van Winkle di Washington Irving;
- Il vento nei salici di Kenneth Grahame;
- Canto di Natale di Charles Dickens;
- The Night Before Christmas di Clement C. Moore;
- Wonder Book for Boys and Girls di Nathaniel Hawthorne;
- The Zankiwank and The Bletherwitch di Shafto Justin Adair;
- A Child's Garden of Verses di Charles Robinson;
- A Tale of the China Seas di William Charles Metcalfe;
- Charles O'Malley, The Irish Dragoon di Charles Lever;
- The Ingoldsby Legends di Richard H. Barham;
- Two Years Before the Mast di Richard Henry Dana;
- The Argonauts of the Amazon di C.R. Kenton;
- Brains and Bravery di G.A. Henty.

### Fiabe
- Mamma oca di Charles Perrault;
- The Fairy Tales of the Brothers Grimm dei Fratelli Grimm;
- Irish Fairy Tales di James Stephens;
- Irish Fairy Tales di Elizabeth Nesbitt;
- English Fairy Tales di Elizabeth Nesbitt;
- Cinderella di Charles Sedon Evans;
- Fiabe di Hans Christian Andersen;
- Favole di Esopo.

### Romanzi per adulti
- I viaggi di Gulliver di Jonathan Swift;
- L'anello dei nibelunghi di Richard Wagner;
- Sigfrido e il crepuscolo degli dei di Richard Wagner;
- Il re del fiume d'oro di John Ruskin;
- Sogno di una notte di mezza estate di William Shakespeare;
- Goblin Market di Christina Rossetti;
- Undine di Friedrich de la Motte Fouqué;
- Tales from Shakespeare, un'antologia di William Shakespeare a cura di Charles e Mary Lamb;
- Feats on the Fjords di Harriet Martineau;
- Tales of a traveller di Washington Irving;
- Bracebridge Hall di Washington Irving;
- The Complete Angler, o Contemplative Man's Recreation di Izaak Walton;
- Mysteries of Police and Crime di Arthur Griffiths.

## Lo stile
Per Rackham, buona parte del lavoro di illustratore consisteva nel creare attorno al testo la giusta atmosfera per consentire alla fantasia del lettore di creare le proprie immagini. In particolare riteneva che la letteratura per l'infanzia fosse particolarmente importante per stimolare la fantasia dei bambini negli anni in cui la loro psiche è maggiormente ricettiva: profondamente influenzate da Albrecht Dürer, George Cruikshank, John Tenniel e Aubrey Beardsley, le sue illustrazioni rimangono sempre sul filo dello stile floreale senza mai uniformarvisi del tutto. Maestro nell'uso del colore, coniugato a linee di contorno precise e definite che ricordano le opere di Warwick Goble, le sue opere sono sempre pervase da un'atmosfera onirica e magica.
Lo stile di Rackham influenzò numerosi illustratori contemporanei e successivi e lo stesso studio Disney, per la realizzazione del suo primo lungometraggio, si ispirò fortemente ad alcune sue illustrazioni per Biancaneve.

### Galleria d'immagini

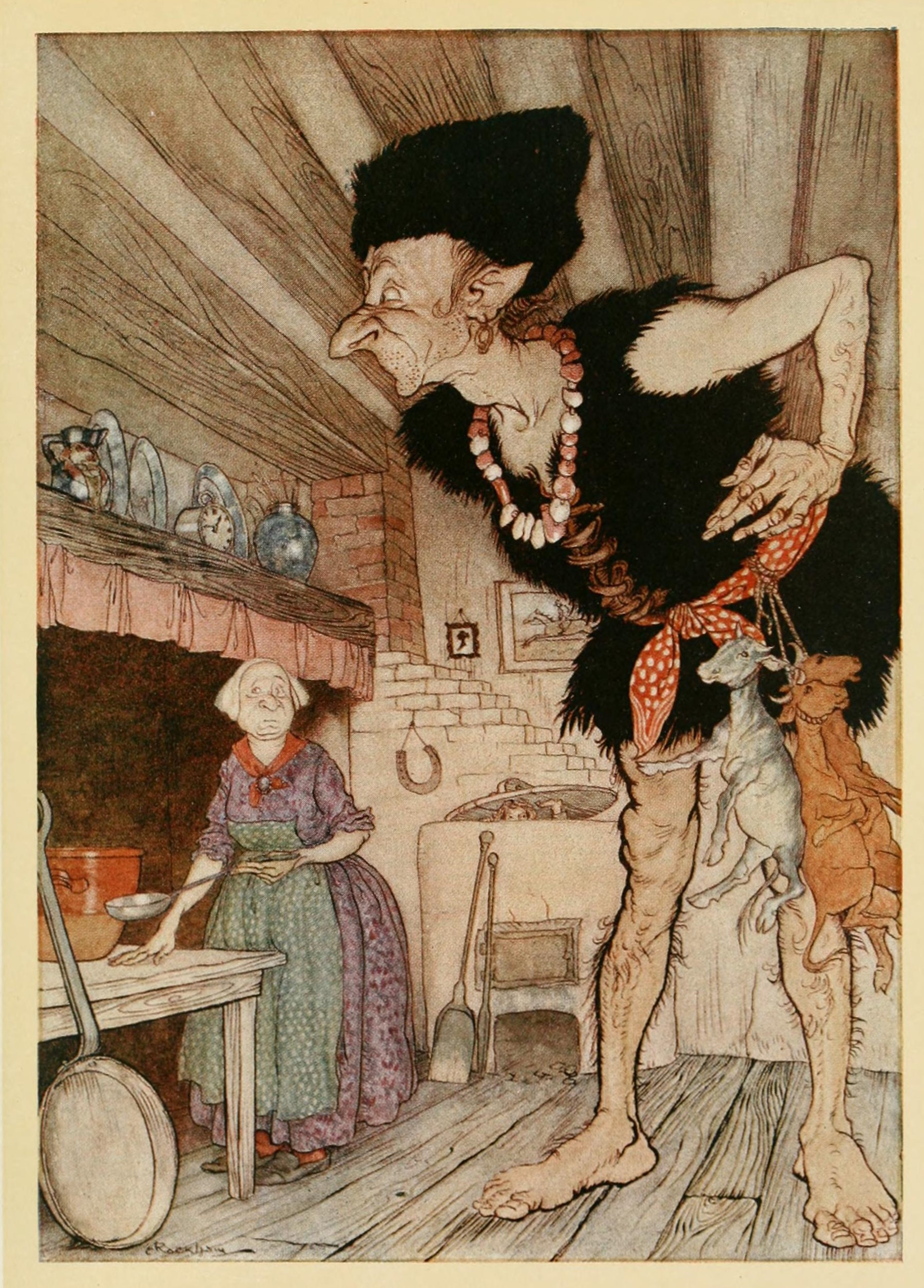
"Fee-fi-fo-fum, I smell the blood of an Englishman"
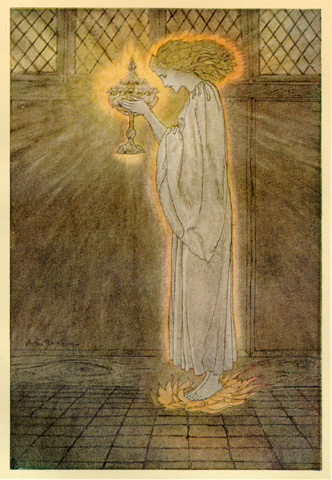
"How at the Castle of Corbin a Maiden Bare in the Sangreal and Foretold the Achievements of Galahad"
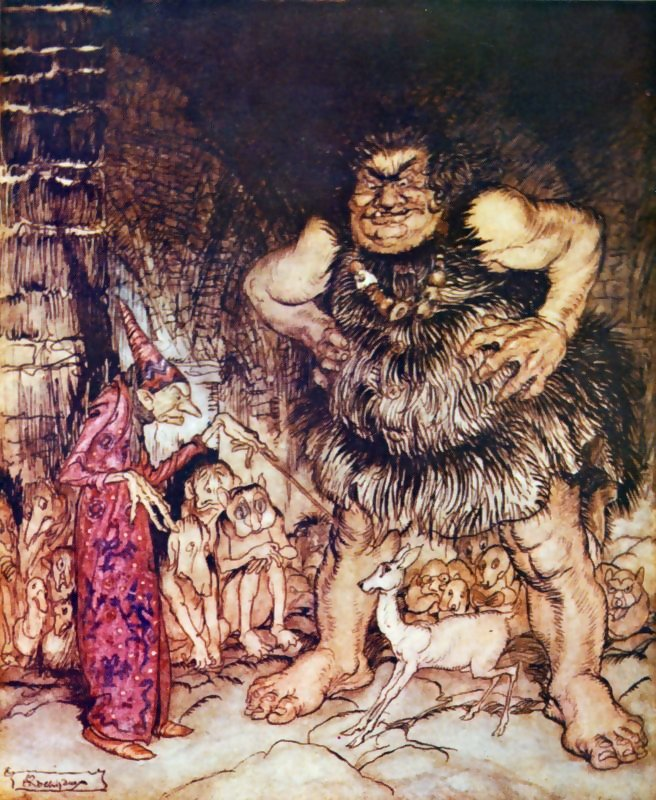
"The giant Galligantua and the wicked old magician transform the duke's daughter into a white hind"
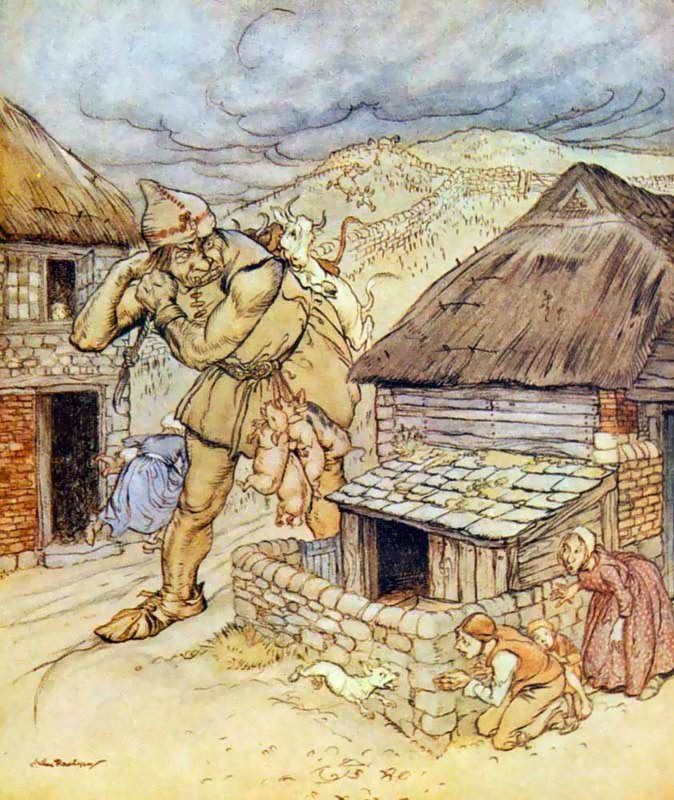
"The giant Cormoran was the terror of all the country-side"
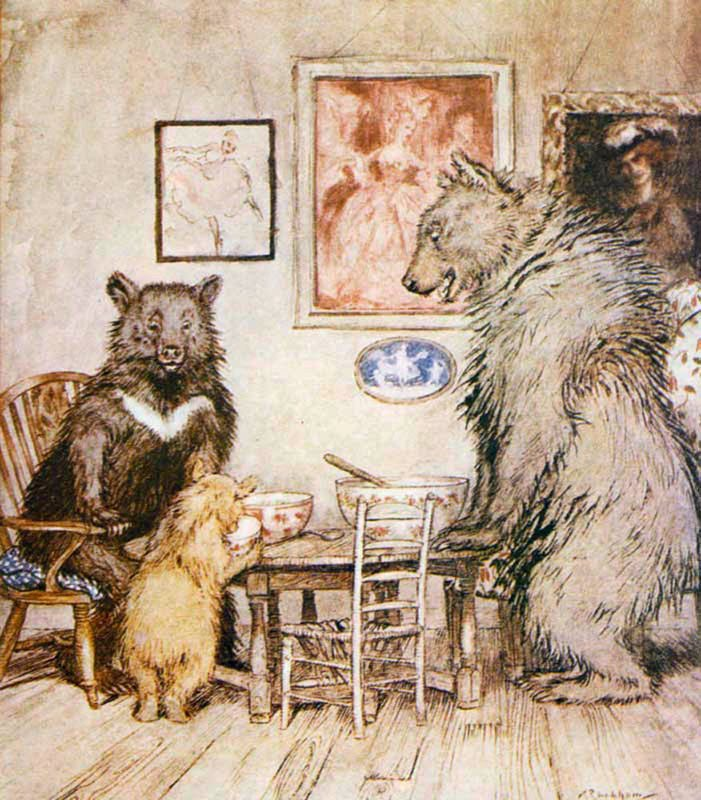
"The Three Bears"
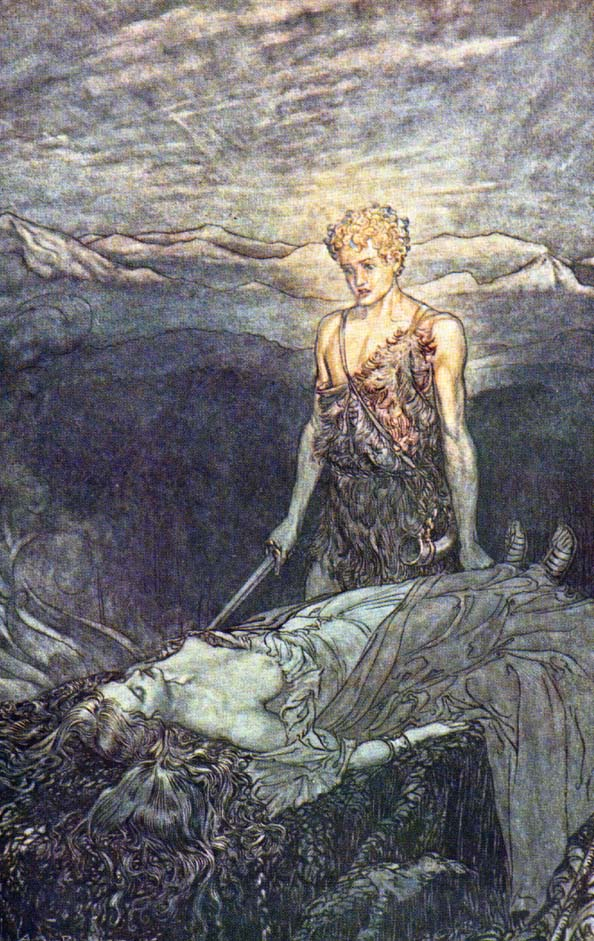
"Siegfried awakens Brünnhilde"
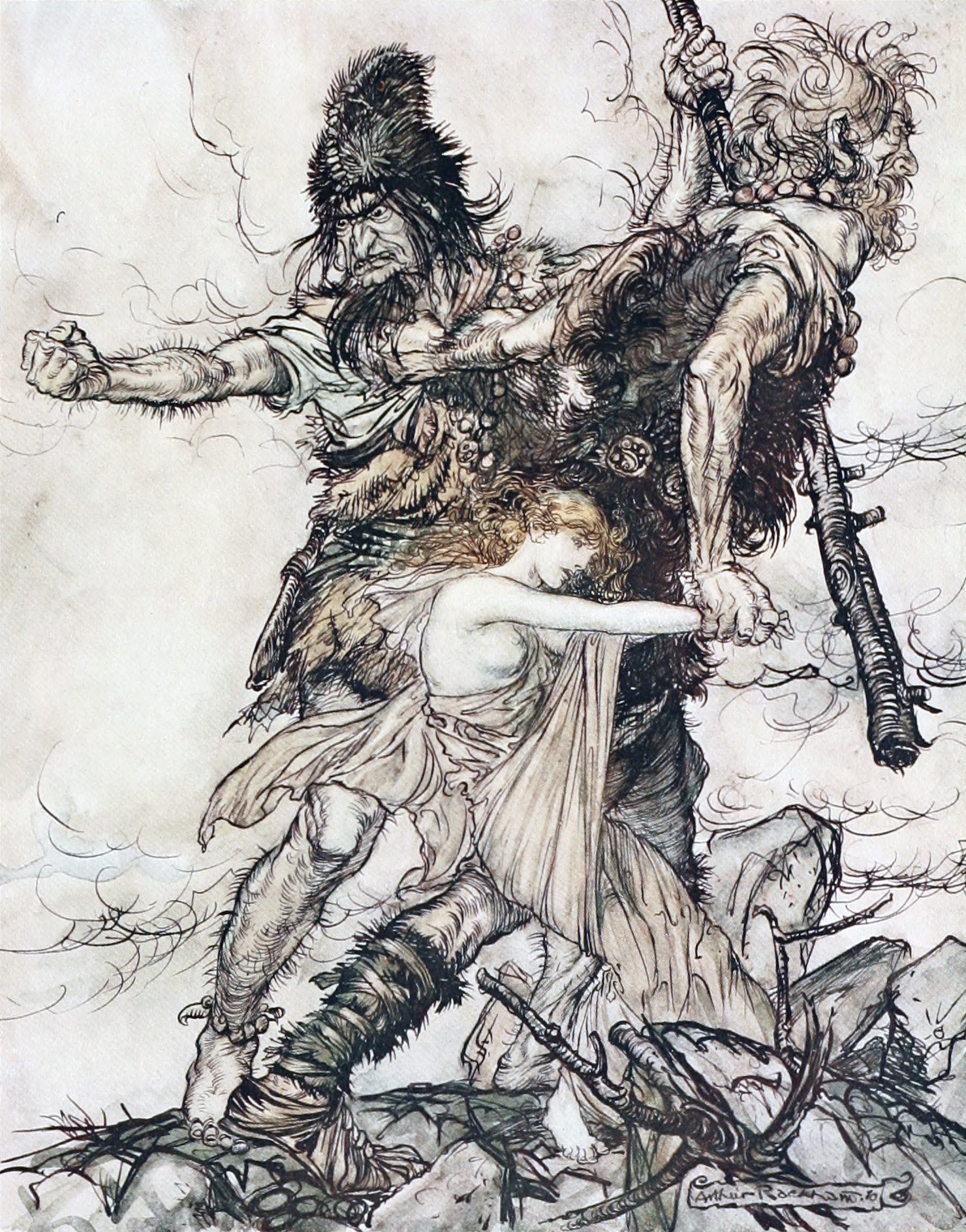
"The giants seize Freya"
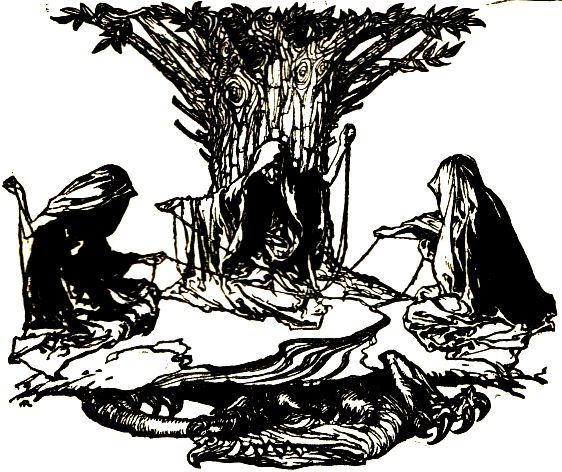
"Norns weaving destiny"
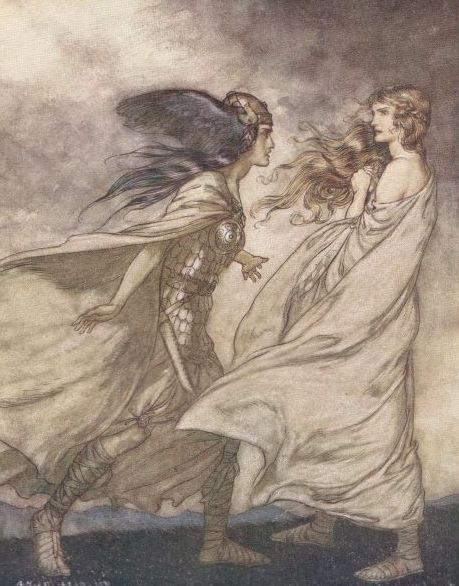
"Brünnhilde is visited by her Valkyrie sister Waltraute"
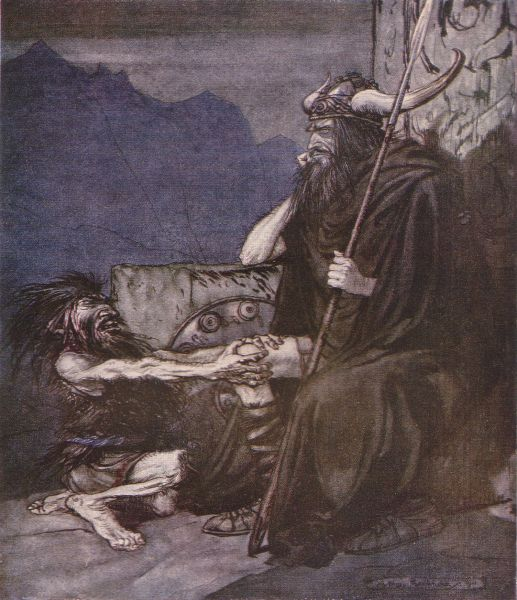
"Alberich speaking to Hagen"
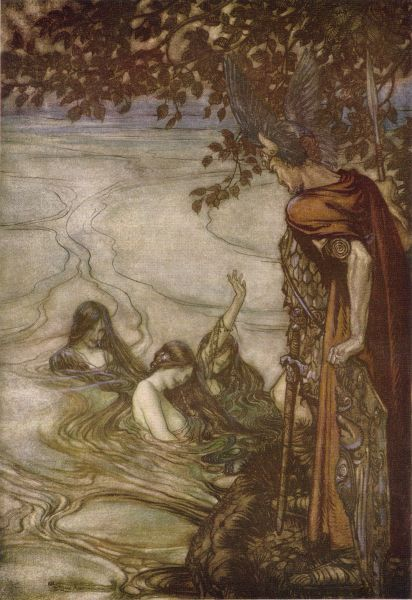
"Rhine maidens warn Siegfried"
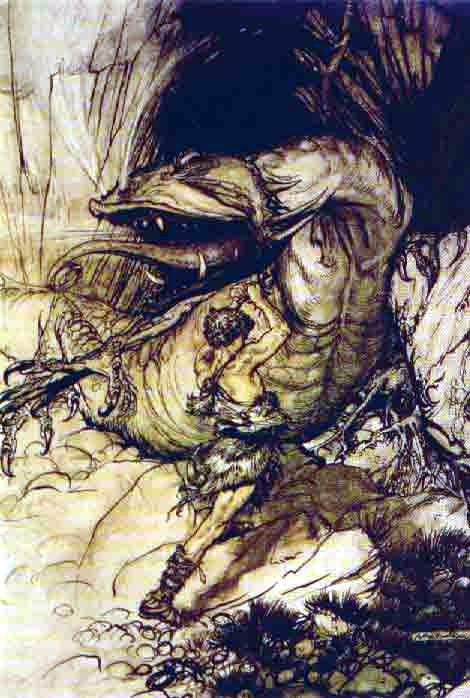
"Siegfried kills Fáfnir"
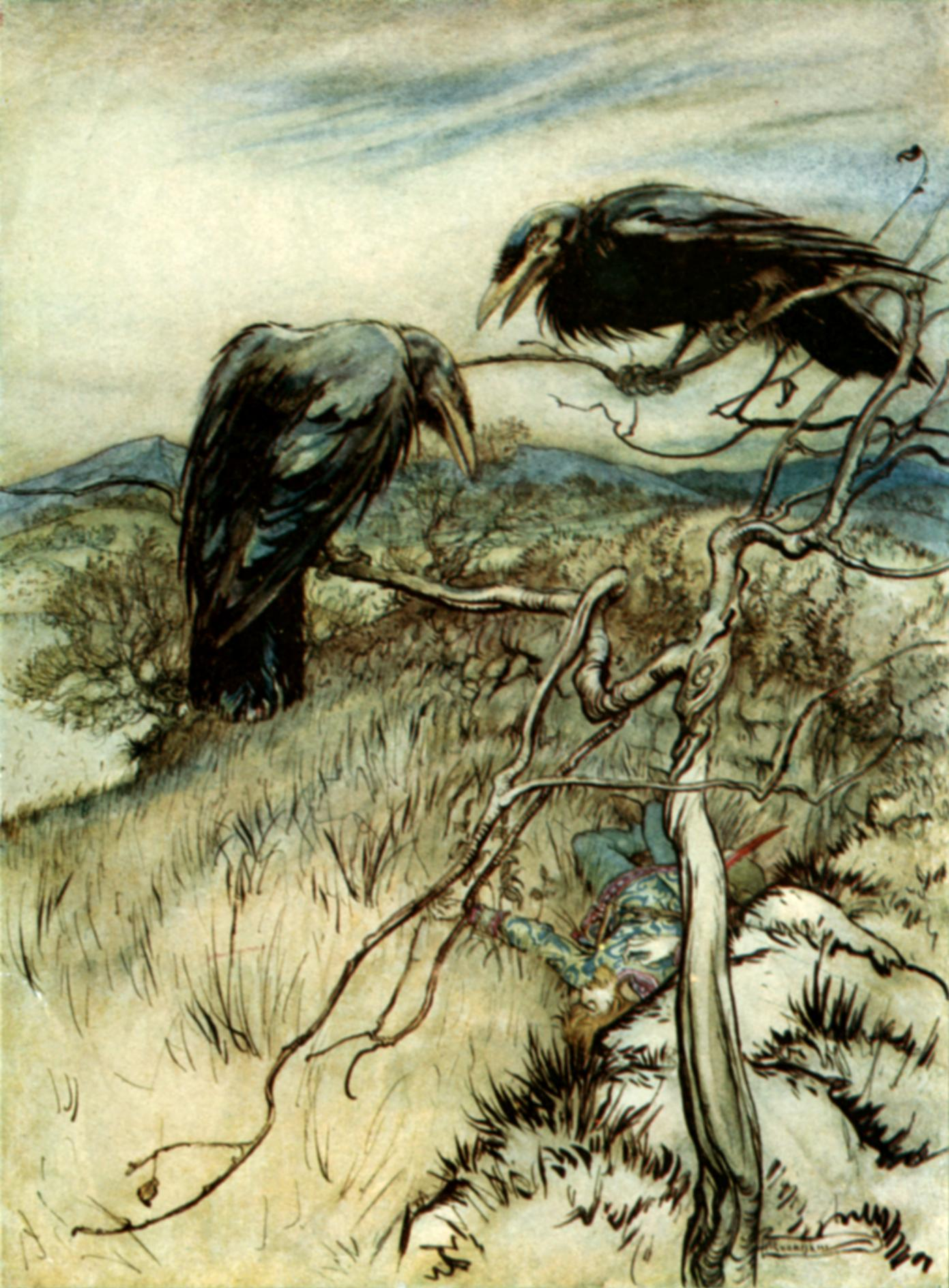
"The Twa Corbies"
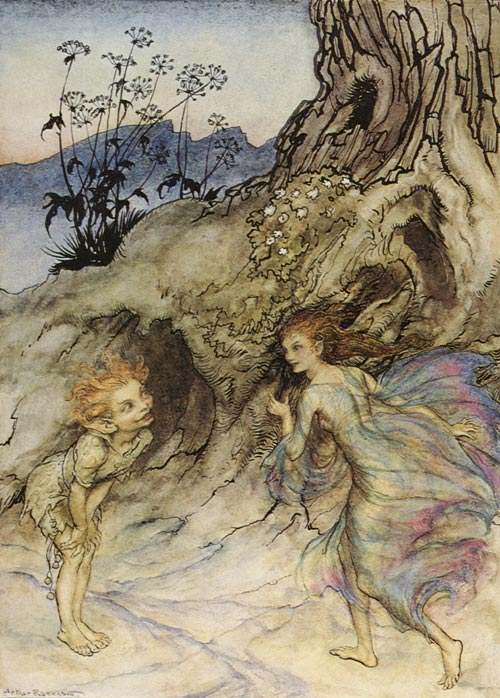
"Puck and a Fairy"
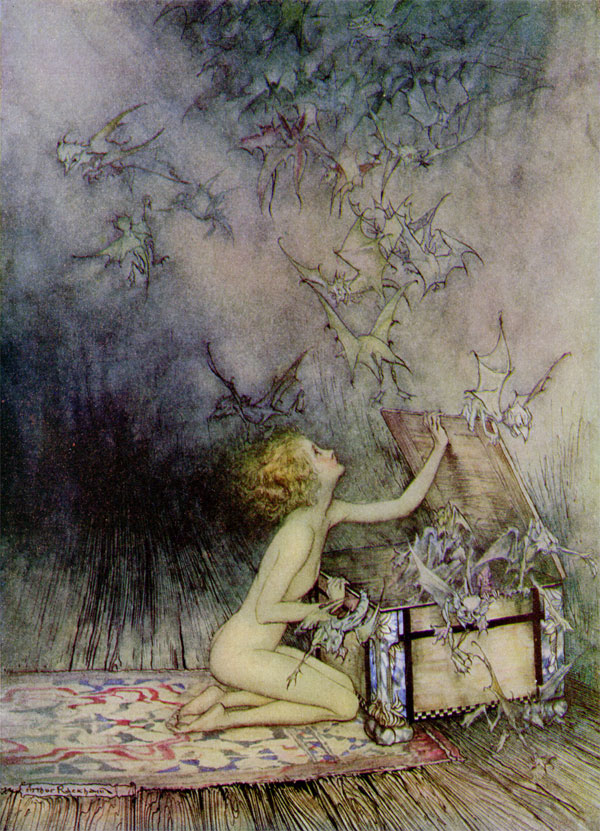
"Pandora"
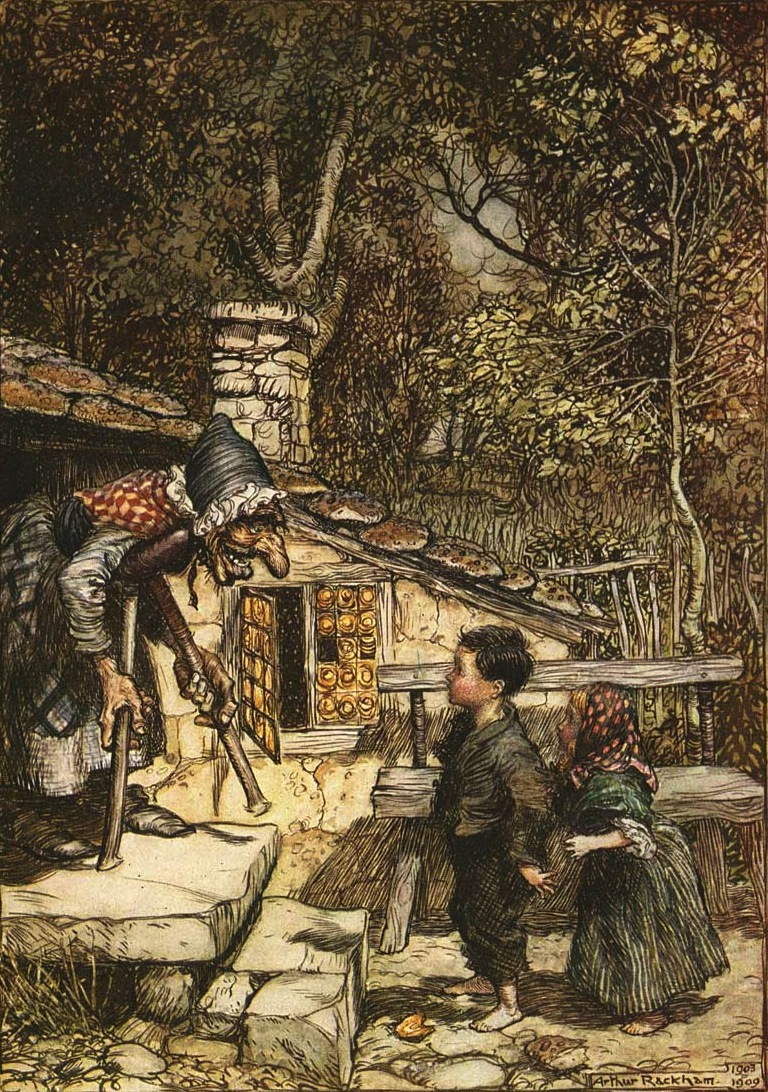
"Hansel and Gretel"